# Traditionelles Klettern

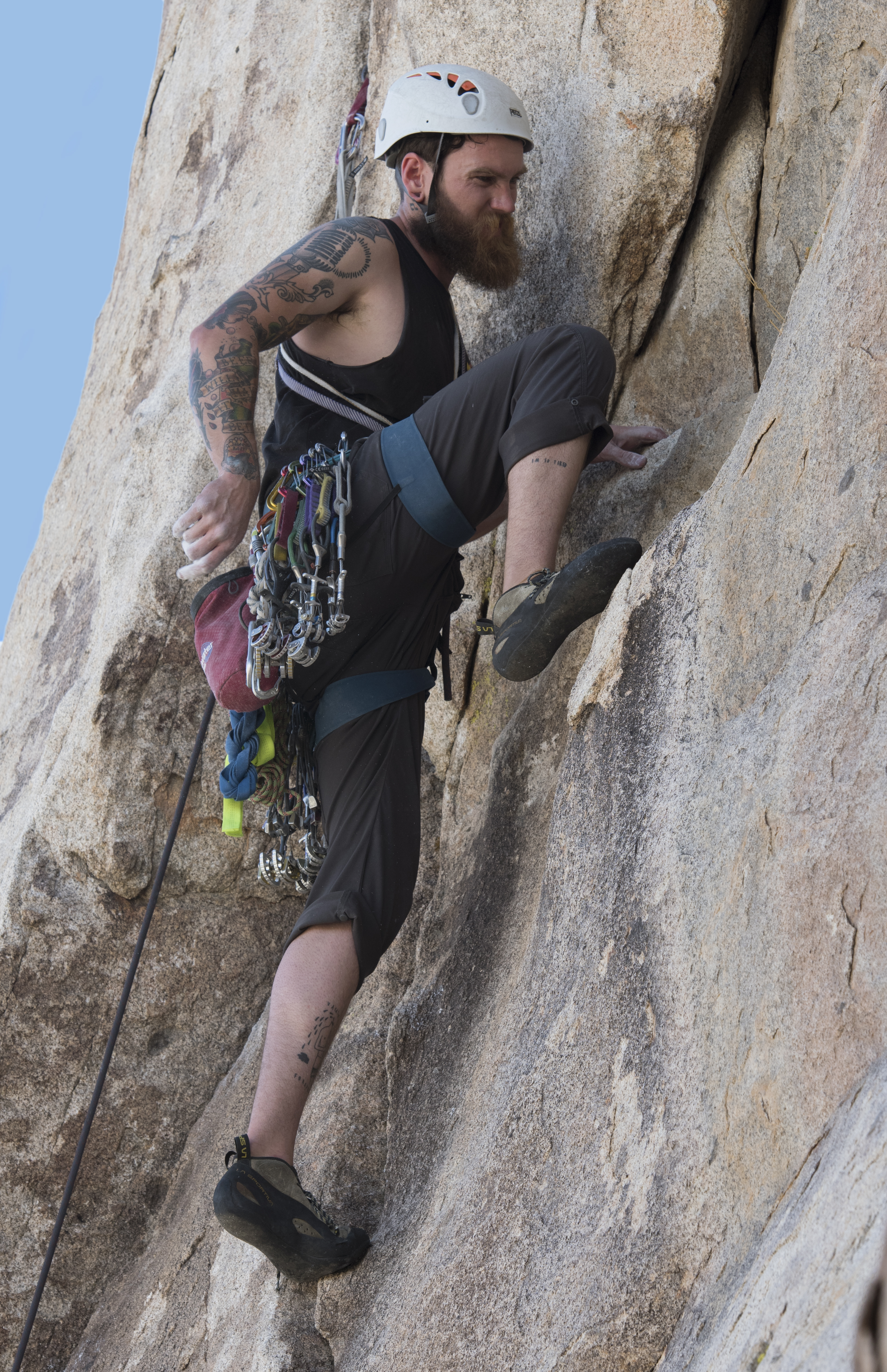
Trad-Climber im Joshua Tree National Park

Traditionelles Klettern, auch Trad- oder Clean-Climbing, ist eine Variante des Sportkletterns, bei dem nur mit mobilen Sicherungsmitteln gesichert wird, um keine bleibenden Spuren am Fels zu hinterlassen. Daher verbietet sich der Gebrauch von Bohr- und Normalhaken, da diese den Fels beschädigen würden.
Die Sicherheit der mobilen Sicherungsmittel, wie etwa Klemmkeile, hängt wesentlich vom Gestein und der Geschicklichkeit des Kletterers ab: Im Granit sind Klemmkeile leichter anzubringen und halten auch deutlich besser, als z. B. in Kalkgestein.
Bevor das Sportklettern zuerst in Europa und später in den 1980er Jahren auch in den USA aufkam, entsprach das Klettern ohne vorgegebene Sicherungspunkte im Großen und Ganzen dem, was heute als „traditionell“ bezeichnet wird – obwohl in Zentraleuropa noch zusätzlich wenige Normalhaken geschlagen wurden. Das Trad- oder Clean-Climbing wurde historisch vor allem in Großbritannien praktiziert und konzentriert sich heute vor allem in den GB und USA, auch wenn dort zunehmend mehr Bohrhaken eingesetzt werden.
Die wichtigsten Aspekte des Traditionellen Kletterns sind der „Erforschungs-Charakter“ und der Naturschutz durch das Vermeiden von Beschädigungen am Fels, die beispielsweise durch Normalhaken entstehen. Der Wandel hin zu dieser Kletterethik ist auf den Einsatz von Yvon Chouinard und vielen anderen zurückzuführen, die auch den Leave no trace-Grundsatz beim Klettern durchsetzten.

## Ausrüstung

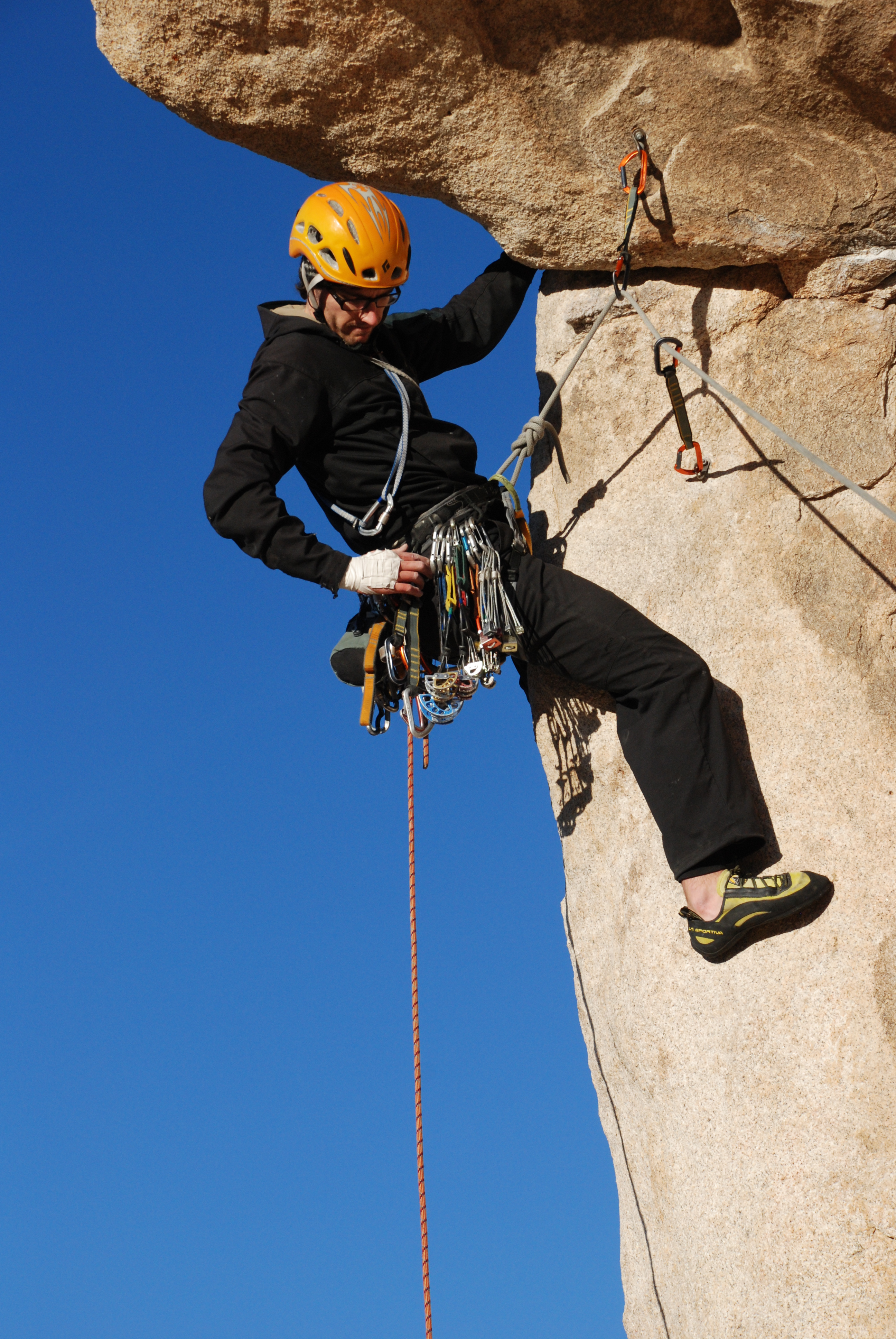
Bei einigen bekannten Trad-Climbing-Routen, wie z. B. dem North Overhang (5.9) am Intersection Rock im Joshua Tree National Park, wurden zur Sicherheit stellenweise Haken eingebohrt. Für den Rest der Route wird dennoch spezielles Equipment benötigt

Die Ausrüstung zum traditionellen Klettern entspricht dem normalen Kletterequipment, wie Klettergurt und Kletterseil und Expresssets. Zusätzliche ist ein größerer Satz von mobilen Sicherungsmittel notwendig, um die Route abzusichern.
Die Entwicklung von mobilen Sicherungsgeräten ist seit den 1970er Jahren enorm vorangeschritten und machten das Klettern sicherer und dynamischer. Für das traditionelle Klettern bedeuteten vor allem die Klemmkeile, die man in kleineren Felsspalten befestigt und nach der Tour wieder entfernen kann, eine große Zunahme der Popularität und Sicherheit des Sports. Gegenwärtig gibt es im Bereich des traditionellen Klettersports folgende, entfernbare Sicherungsausrüstung:
- Klemmkeile aus Aluminium, Stahl oder Messing
- Hexcentrics
- Knotenschlingen
- Bandschlingen
- Klemmgeräte
- Tricams

Vor den 1970er Jahren wurde hauptsächlich mit Felshaken geklettert. Andere Sicherungen, wie Klemmkeile, Tricams oder Klemmgeräte, waren weitgehend unbekannt oder noch nicht erhältlich. Klemmkeile wurden in den 1950er Jahren in Großbritannien entwickelt. Damals wurden zuerst einfache Maschinenmuttern mit durchgefädelten Schlingen verwendet. Diese ersten Prototypen wurden bis zu den heutigen Klemmkeilen weiterentwickelt.
Als Sicherungsausrüstung werden sowohl beim traditionellen als auch beim Sportklettern Karabiner und Bandschlingen dazu verwendet, das Seil mit den Sicherungen im Fels zu verbinden. Auf diese Weise fängt das Seil die fallende Person auf, weil es die halbe Kraft nach dem Seilzugprinzip auf die sichernde Person überträgt. Beim traditionellen Klettern werden heutzutage nur noch Fixpunkte (Standplätze) durch z. B. Normalhaken gesetzt, wenn es auf der Route zu wenig Spalten gibt, an denen man adäquate, alternative Sicherungen anbringen kann. Einem Kletterer wird ein schlechter Stil unterstellt, der neue Normal- oder Bohrhaken auf einer bestehenden Route installiert, die vorher auch ohne diese Fixpunkte möglich war.
Viele der noch bestehenden Felshaken und Schrauben in älteren Routen sind aufgrund der Umwelteinflüsse in schlechtem Zustand. Dieser Alterungsprozess der Sicherungspunkte tritt vor allem in Gebieten auf, die am Meer liegen, da das Salz in der Luft das Metall schneller oxidieren bzw. rosten lässt. Generell sollten offensichtlich rostende Fixpunkte bzw. rostendes Equipment nicht mehr verwendet werden.

## Meistverwendete Knoten
Es werden beim Klettern bestimmte Knoten für verschiedene Situationen benötigt, z. B. beim Bauen eines Fixpunkts oder zum Einbinden des Kletterers.
- Der Webeleinenstek, oder auch Mastwurf, wird oft beim Aufbauen eines Fixpunkts verwendet, wenn sich der Kletterer an einer Sanduhr zwischensichert.
- Mit dem Schmetterlingsknoten kann sich der Kletterer an einem herabhängenden Seil festmachen.
- Der Halbmastwurf wird üblicherweise zum Sichern (ohne Sicherungsgerät) verwendet.
- Der Schlingenknoten kann während des Kletterns zur Sicherungen an Vorsprüngen oder Bäumen benutzt werden.
- Mit dem Ankerstich kann das Seil an Bäumen oder auch am Klettergurt befestigt werden.
- Der doppelte Achterknoten kann für Fixpunkte außerhalb der eigentlichen Kletterroute verwendet werden.
- Der Bandschlingenknoten hilft beim Verbinden zweier Schlingen bzw. Gurtbändern.
- Der Doppelte Bulinknoten wird zum Einbinden oder auch zum Festmachen an einem festen Objekt verwendet.

## Standplatz

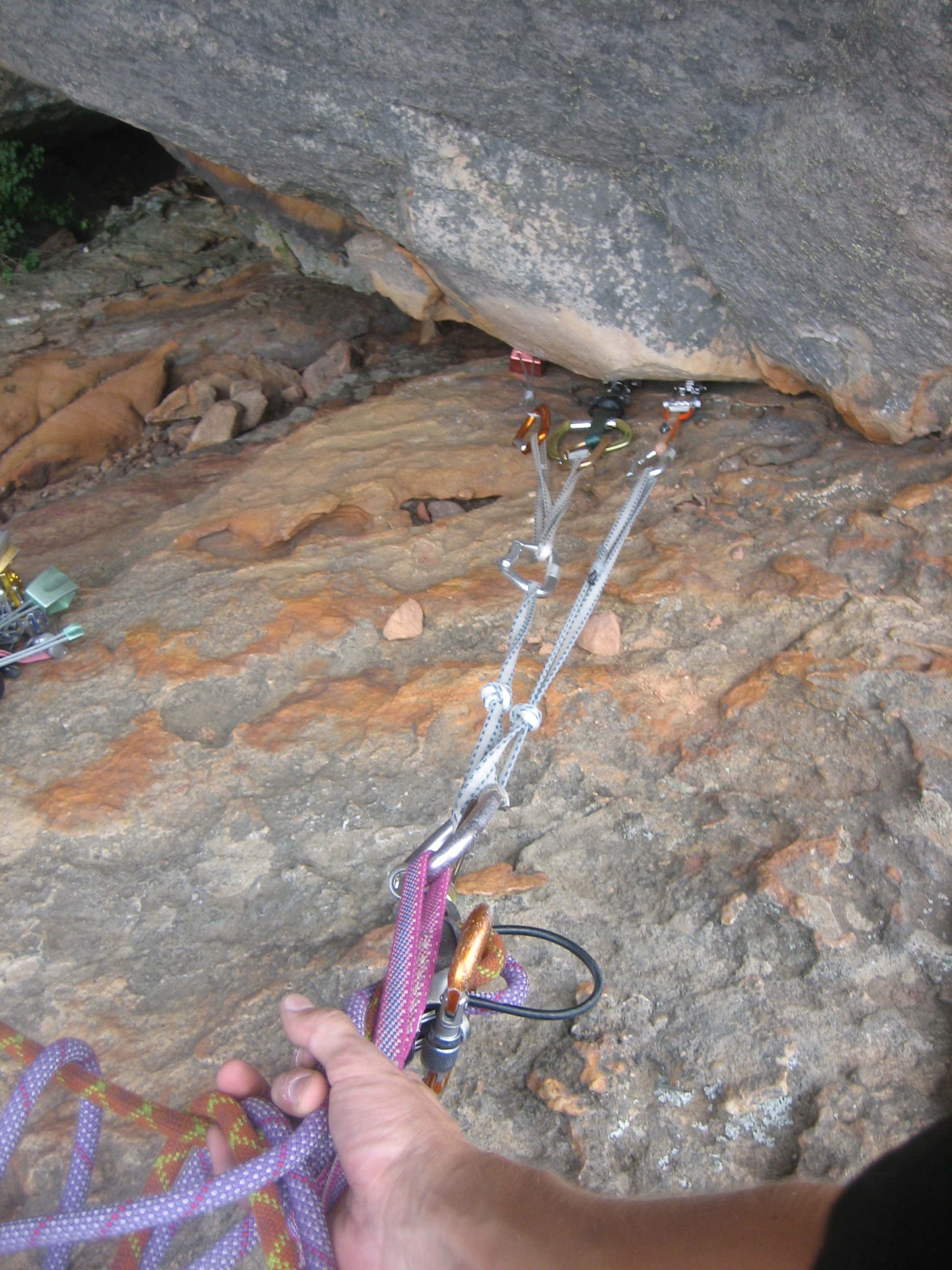
Ein Fixpunkt; In diesem Bild befinden sich alle drei Teile im gleichen Felsriss. Im Allgemeinen sollte die Sicherungsausrüstung, wenn es möglich ist, in verschiedenen Formationen platziert werden, um ein Ausbrechen aus dem Fels abzusichern.

Wenn der Vorstiegskletterer das Ende der Route erreicht hat, muss er einen Fixpunkt aufbauen, um den nachsteigenden Kletterer ebenfalls sicher nach oben bringen zu können. Ein solcher Fixpunkt besteht zur Sicherheit aus mehreren, redundanten Komponenten.
- Sicherungsausrüstung bzw. -geräte: Ein Fixpunkt besteht typischerweise aus minimal zwei, aber besser drei bis vier Teilen (z. B. Klemmkeile oder Felshaken). Diese müssen so platziert sein, dass das Versagen eines einzelnen Teils nicht das komplette System beeinträchtigt.
- Bandschlingen und Seile werden benutzt, um die Sicherungen so zu verbinden, dass sie im gleichen Maße belastet bzw. gespannt werden.
- Karabiner verbinden die im Fels verankerten Sicherungen mit dem Seil oder der Schlinge. Außerdem wird das Sicherungsgerät mit einem Karabiner im Gurt eingehängt.

In einigen Fällen kommt es vor, dass die nachfolgenden Passagen zu schwierig werden, die physische Kondition nicht mehr ausreicht oder die Sichtverhältnisse einen weiteren Aufstieg nicht mehr erlauben. Diese Situationen können dazu führen, den Versuch abzubrechen und sich zurück bis auf den Boden abzuseilen. Dafür werden ein Fixpunkt und je nach Bedarf weitere Sicherungen gesetzt, um einen sicheren Abstieg zu gewährleisten. Diese Sicherungen verbleiben folglich im Fels.

## Typischer Ablauf
Ein wesentlicher Punkt beim Klettern ist, den Kletterer in Falle eines Sturzes abfangen zu können. Die Eignung der Ausrüstung hängt vom Fels, dessen Struktur und Oberfläche ab. Mit dem „Setzen von Sicherungen“ wird das Platzieren bzw. Einklemmen von Sicherungshilfen und das anschließende Verbinden mit dem Kletterseil über einen Karabiner bezeichnet. Dies geschieht, bevor der Kletterer höher steigt. Im Falle eines Sturzes fängt die Sicherung das Seil und somit auch den Kletterer. So wird der dieser vor dem Sturz auf den Boden bewahrt. Der Abstand vom Kletterer zum letzten Sicherungspunkt darf eine bestimmte Distanz nicht überschreiten um Sicherheit zu gewährleisten. Ein typischer Ablauf umfasst folgende Aktivitäten:
- Der Vorstiegskletterer befestigt seine Ausrüstung am Klettergurt.
- Der Vorsteiger bindet sich mit einem Achterknoten ein.
- Der Nachstiegskletterer bindet sich mit dem anderen Ende ein.
- Der Nachsteigende sichert den Vorstiegskletterer mit einem Sicherungsgerät oder einem Halbmastwurf.
- Der Vorsteiger klettert nach oben und setzt die erste Sicherung. Diese erste Sicherung sollte beim weiteren Hochklettern nicht herausfallen können.
- Der Vorstiegskletterer verbindet mit einem Expressset das Seil mit dem ersten Sicherungspunkt.
- Der Vorsteigende klettert weiter nach oben und setzt bis zum Ende der Route weitere Sicherungen.
- Der Vorsteiger baut einen Fixpunkt und befestigt sich mit einem Schraubkarabiner.
- Der Nachsteiger nimmt den Vorstiegskletterer wieder aus der Sicherung.
- Der Vorstiegskletterer zieht das Seil soweit nach oben, dass sich die untere Person gerade noch einbinden kann.
- Der Vorsteiger sichert nun den Nachstiegskletterer und gibt ihm zur Sicherheit ein Zeichen.
- Der Nachsteiger bestätigt seine Bereitschaft.
- Im Nachstieg nimmt der untere Kletterer die Sicherungen wieder mit.

## Kletterethik
Während man argumentieren kann, dass das traditionelle Klettern gefährlicher als das Sportklettern ist, hinterlässt es dennoch wenige oder gar keine Spuren in der Felswand. So bleibt das Aussehen und der natürliche Zustand der Wand weitestgehend erhalten. Das Sportklettern hingegen erfordert eingebohrte Felshaken, die über lange Zeit im Fels verbleiben. Diese Routen werden im Allgemeinen und vor allem in den unteren Schwierigkeitsgraden häufiger begangen. In der Kletterszene werden die Unterschiede und Auswirkungen der beiden Stilrichtungen regelmäßig debattiert.

## Gebiete und Routen
Trad Climbing wird vor allem in Großbritannien und in den USA praktiziert und auch da nur in ausgewählten Gebieten. In Deutschland dem Trad Climbing vergleichbar ist der traditionelle Kletterstil im Klettergebiet Sächsische Schweiz, in dem lediglich an Stellen in schwereren Routen, in denen den Erstbegehern eine Sicherung mit mobilen Sicherungsmitteln nicht möglich war, Sicherungsringe gesetzt wurden. Nachträgliches Setzen von Bohrhaken ist nicht zulässig, zudem dürfen bestimmte mobile Sicherungsmittel wie etwa Klemmkeile nicht verwendet werden, es sind ausschließlich Knoten- und Bandschlingen erlaubt.
Eine berühmte Route in den USA ist Meltdown, 8c+, Cacdace Creek, Yosemite Valley, USA. Seit der Erstbegehung durch Beth Rodden gab es bis 2023 nur drei weitere Begehungen.